# Luci Ovini Rústic Cornelià
Luci Ovini Rústic Cornelià (en llatí Lucius Ovinius Rusticus Cornelianus) va ser un magistrat romà del segle iii.
Va ser nomenat cònsol l'any 237, juntament amb Titi Perpetu (Titius Perpetuus). L'esmenten els Fasti.